# Comitatul Adair, Kentucky
Comitatul Adair (în engleză Adair County) este un comitat din statul Kentucky, Statele Unite ale Americii. Conform datelor furnizate de Census 2010, populația fusese (la 1 aprilie 2010) de 18.656 de locuitori. Reședința comitatului se găsește în localitatea Columbia. 
Fondat în anul 1801, comitatul a fost denumit după John Adair, care era atunci liderul camerei inferioare a statului (Speaker of the House of Kentucky), respectiv, mai târziu, a devenit guvernator al statului (1820 - 1824). 
Comitatul Adair este un comitat încă supus prohibiției alcoolice, cunoscut ca fiind un "comitat uscat". 

## Istoric
Comitatul Adair a fost format la data de 11 decembrie 1801 din porțiuni ale comitatului vecin, Green. Localitatea Columbia a fost aleasă ca sediu al comitatului în anul următor. Numit în onoarea lui John Adair, comandant târziu al trupelor statului Kentucky din Bătălia de la New Orleans și, mai târziu, guvernator al statului, a devenit cel de-al 44 comitat format din cele 120 actuale, care au fost formate de-a lungul timpului. 

## Demografie
|  | Graficele sunt indisponibile din cauza unor probleme tehnice. Mai multe informații se găsesc la Phabricator și la wiki-ul MediaWiki. |

Date: Wikidata - grafică realizată de Wikipedia